# The Firm – 3. Halbzeit
The Firm – 3. Halbzeit (Originaltitel: The Firm) ist ein britisches Filmdrama von Regisseur Nick Love. Der 2009 veröffentlichte Film ist eine Neuverfilmung des gleichnamigen Films von 1988.

## Handlung
Dominique, genannt „Dom“, und sein bester Freund Terry wachsen in den 1980ern in einem der Arbeiterviertel von London auf. Die beiden vertreiben sich ihre Zeit mit Breakdancing und Kiffen. Als sie in einer Disko mit einem ihnen unbekannten Mann aneinandergeraten und dieser Terry die Nase bricht, gerät ihre Welt aus den Fugen. Der Angegriffene war Bex, Anführer der Hooligan-Gruppierung Inter City Firm. Sie beschließen, zur Stammkneipe der Hooligans zu gehen. Dom entschuldigt sich im Namen von Terry, der vor Angst kaum reden kann. Eigentlich wäre die Geschichte damit für die beiden erledigt, doch Dom ist fasziniert von dem charismatischen Anführer. Er besucht Bex in seinem Immobiliengeschäft, und die beiden freunden sich an. Langsam führt Bex den Teenager in die Firma ein. Dom ist von seiner ersten Schlägerei begeistert und vernachlässigt sowohl seine Familie als auch Terry.
Bex wird ein Idol für Dom. Er kauft, beziehungsweise stiehlt, die gleichen Trainingsanzüge und Schuhe wie Bex, ein Umstand, der auch dessen Vertrauten Trigger und Snowy auffällt. Insbesondere Trigger macht sich über ihn lustig, doch Bex hält zu seinem neu gewonnenen Kollegen und gibt ihm Tipps, wie er sich bei Trigger durchsetzen kann. Neben den Schlägereien führt Bex ihn auch in Londons Nachtleben herum und bereitet ihn auf das „erste Mal“ vor.
Bex hat Großes vor, will er doch als Anführer der britischen Hooligans bei der Fußball-Europameisterschaft hervorgehen. Um dieses Ziel zu erreichen, plant er einen Überraschungsangriff auf die Yeti-Truppe, Anhänger des Londoner Fußballclubs FC Millwall. Der Plan scheitert, und die ICF unterliegt den mit Stöcken bewaffneten Gegnern. Trigger, Snowy und Bex verprügeln aus Rache einen der verfeindeten Hooligans, doch als sie nach Hause kommen, müssen sie feststellen, dass ihre Autos demoliert wurden. Fanatisch bereitet Bex seine Rache vor. Die ICF soll die Yetis-Truppe am Bahnhof London Bridge aus dem Hinterhalt überfallen. Doch nicht jedes Mitglied unterstützt Bex’ Plan. Auch Dom will kurz vorher aussteigen, doch Bex bedroht ihn. Widerwillig kommt Dom mit, hält sich jedoch im Hintergrund. Nachdem Bex Yeti mit einem Knüppel zusammengeschlagen hat, zieht dieser ein Messer und ersticht Bex.
Dom geht einen Tag später zum letzten Mal zum Pub. Als er durch ein Fenster Trigger sieht, wie dieser vergnügt mit den anderen scherzt, dreht er sich um und geht zu seinem Kumpel Terry zurück.

## Hintergrund
Nick Love bezeichnete den Originalfilm von 1988 als Ursache für seinen Einstieg ins Filmgeschäft. Er hätte sehr viel von sich in dem Film wiedererkannt und war daher von der Idee einer Neuverfilmung sehr begeistert. Zunächst als Produzent eines 1:1-Remakes geplant, wurde er später gefragt, die Regie zu übernehmen. Er übernahm das Grundgerüst des Originalfilms um die beiden Hooligan-Anführer Bex und Yeti, aber erzählte die Geschichte aus der Perspektive eines Neulings und wandelte den Originalfilm so zu einem Coming-of-Age-Film um.
Einen Monat nach der Veröffentlichung des Films untersuchte Scotland Yard ein Video aus der Hooligan-Szene, dem Ausschnitte aus The Firm beigemengt wurden. Sie veröffentlichten 66 Bilder von Verdächtigen einer Massenschlägerei zwischen Anhängern des FC Millwall und West Ham United, bei der ein Millwall-Fan erstochen wurde. Darunter waren auch sechs Bilder von Schauspielern zu sehen. Scotland Yard entschuldigte sich später für das Missverständnis.

## Kritik
Nick Love hatte mit The Football Factory bereits einen Hooligan-Film gedreht, der bei der Kritik sehr gut ankam. Dementsprechend hoch waren die Erwartungen an die Neuverfilmung des populären britischen Fernsehfilms. Diese Erwartungen konnte Love nach Meinung vieler Kritiker nicht erfüllen. Problematisch wäre gerade das neue Coming-of-Age-Thema, das Love der Geschichte hinzufügte. Hier fehle ihm „das nötige Fingerspitzengefühl“. So bliebe die Charakterzeichnung von Dom und seine Motivation „skizzenhaft“, Bex sei für seine Rolle als „Verführer recht uncharismatisch inszeniert.“
Positiv bewertet wurde dagegen der Authentizität und der Retro-Look des Films. Nick Love arbeitete sehr genau und hat besonders auf Details geachtet. So ist im Film tatsächlich nur authentische Männermode aus den frühen 1980er Jahren zu sehen. Auch wurden die Drehorte dementsprechend bearbeitet. Auch „die Stumpfsinnigkeit der Gewalt und das übersteigerte Machismo der Firmen-Mitglieder, die sich jenseits jeglicher Verbindung zum eigentlichen Aufhänger Fußball bewegen,“ bringe „der Film auf den Punkt“.

„So unterhält THE FIRM von Love gleichzeitig und zielt an seinem potenziellen Publikum vorbei, denn die Party bleibt aus. Vielleicht ist das seine eigentliche Stärke.“